# Sumbawa
Sumbawa és una de les illes Petites de la Sonda. És l'illa principal de la província indonèsia de les Illes Petites de la Sonda Occidentals.

## Particularitats
Està situada entre les illes de Flores, a l'est, i Lombok, a l'oest; al sud-est, hi té l'illa de Sumba. És l'illa amb més influència islàmica de la zona.
Amb 15.448 km² i una població d'1.540.000 habitants el 2004, Sumbawa té dues parts principals ben diferenciades: Sumbawa Besar i Bima, cadascuna encapçalada per una ciutat. Aquestes dues constitueixen alhora el centre dels dos grups culturals que comparteixen el territori insular.
L'illa va estar relacionada amb l'Imperi Majapahit de Java i també amb el Regne balinès de Gelgel. El 1605, hi van arribar per primer cop els neerlandesos, que no en van controlar totalment el territori fins a l'inici del segle xx.
De caràcter volcànic com les altres illes veïnes, culmina en el volcà Tambora, protagonista d'una important erupció el 1815, quatre vegades més gran que la del Krakatoa de 1883 pel que fa al volum de magma que va expulsar. Hi van morir 92.000 persones. Es creu que fou la causa principal de la desaparició del Regne de Tambora, una petita cultura amb afinitats amb el sud-est asiàtic. L'erupció va llançar a l'atmosfera 100 km³ de cendra, que va fer que el 1816 fos conegut com l'"any sense estiu".
De la mateixa manera que la resta d'illes que formen les illes de la Sonda, Sumbawa pertany a l'àrea de la línia de Wallace, de gran interès científic per la seua biodiversitat.